# Concílio de Astisata
O Concílio de Astisata (em armênio/arménio:  Աշտիշատի ժողով), convocado por Narses, católico da Igreja armênia em 354 ou 356, foi o primeiro concílio episcopal na Armênia. Foi realizado em Astisata, o primeiro local da igreja-mãe da Armênia.
O concílio envolveu bispos e membros seniores da nobreza. Ele elaborou cânones e regras para a administração eclesiástica e fortaleceu a posição política e econômica da Igreja. Até certo ponto, aliviou a carga tributária sobre a população. Foi decidido estabelecer escolas em todos os gavares da Armênia para enraizar ainda mais o Cristianismo no país. Essas escolas ensinariam em grego e siríaco, as principais línguas de educação na Armênia no século IV. O ensino do persa foi proibido e as escolas zoroastrianas e os templos do fogo foram fechados. O concílio proibiu práticas pré-cristãs, como casamento consanguíneo, luto excessivo (do ponto de vista cristão) pelos mortos. Ele previu a abertura de orfanatos, asilos e hospitais, que seriam financiados por impostos especiais coletados de cidades e fazendas.
Outro concílio foi realizado em Astisata em 431 sob o católico Isaque para aceitar oficialmente as decisões do Concílio de Éfeso e abordar o problema do nestorianismo, que havia sido condenado no Concílio de Éfeso e estava se espalhando na Armênia na época.